# Das blaue Paradies
Das blaue Paradies ist ein kanadisches Filmdrama des Regisseurs und Drehbuchautors Stuart Gillard aus dem Jahr 1982. Hauptdarsteller des Abenteuer- und Liebesfilms sind Phoebe Cates und Willie Aames.

## Handlung
Die beiden Teenager David und Sarah reisen im 19. Jahrhundert mit einer Karawane von Bagdad nach Damaskus. Beim Halt in einer Oasenstadt versucht der „Schakal“, ein Sklavenhändler, Sarah zu kaufen. Sarahs Begleiter, der Arzt Geoffrey, verhindert dies und der „Schakal“ droht mit Rache. Davids Eltern wollen sich Sarah und Geoffrey anschließen und mit ihnen weiter nach Damaskus reisen. Der „Schakal“ macht seine Drohung wahr und greift die Karawane an; bei dem Überfall tötet er Davids Eltern. David beschließt mit Sarah und Geoffrey alleine nach Damaskus zu reisen. Am gleichen Tag machen sie sich auf den Weg und verbringen die Nacht in einer Oase. Geoffrey möchte die beiden jungen Leute für kurze Zeit alleine lassen, kehrt aber nicht zurück. David macht sich auf die Suche und entdeckt, dass der „Schakal“ mit seinem Gefolge nicht weit von ihnen entfernt sein Lager aufgeschlagen hat. Als er entdeckt, dass der „Schakal“ Geoffrey ermordet hat, machte David sich sofort auf den Weg zur Oase zurück. Er erzählt Sarah, was er gesehen hat, und die beiden fliehen.
Nach vielen Stunden des Umherirrens entdecken sie ein wundervolles Paradies. Sie beschließen, zu bleiben. Nach und nach richten sie sich ein: Sie entdecken die Natur, bauen sich eine kleine Hütte aus Palmen und schließen Freundschaft mit einem Schimpansen, den sie „Doktor Peter“ taufen. Als David Sarah küssen will, lehnt sie ab. David ist wütend und zieht beleidigt von dannen. „Doktor Peter“ macht ihn darauf aufmerksam, dass der „Schakal“ Sarah entführt hat. David will Sarah retten und reitet zu dem Lagerplatz des Stammes. Dort verkleidet er sich als Sklavin. Er bleibt unentdeckt, bis er von einem Skorpion gestochen wird und vor Schmerz aufschreit.
Sarah und David können flüchten und verstecken sich. David geht es schlecht, er muss nach dem Skorpionstich um sein Leben kämpfen. Sarah erkennt ihre Gefühle für David und beide verbringen eine leidenschaftliche Nacht miteinander. Als sie weiter reiten, begegnen sie erneut dem „Schakal“. Es kommt zum großen Kampf. David muss sich dem Scheich stellen und gewinnt, er tötet den Sklavenhändler. Sarah erzählt David, dass sie schwanger ist. Als Sarah und David am Ende ihrer Kraft sind, entdecken sie am Horizont Damaskus.

## Hintergrund
Der Film wurde an verschiedenen Orten in Israel gedreht, unter anderem in Tel Aviv, am See Genezareth und am Toten Meer.
Hauptdarstellerin Phoebe Cates singt auch das Titellied des Films. Zwei Jahre zuvor kam Die blaue Lagune in die Kinos.

## Auszeichnungen
- Nominierung zur Goldenen Himbeere 1983: Willie Aaames als Schlechtester Schauspieler

## Kritik
Das Lexikon des internationalen Films schreibt: „Mischung aus kolportageartiger Abenteuergeschichte und Liebesromanze, die Klischees und überkommene Geschlechterrollen in moderner Verpackung aneinanderreiht.“